# Conservação de Mamíferos Aquáticos

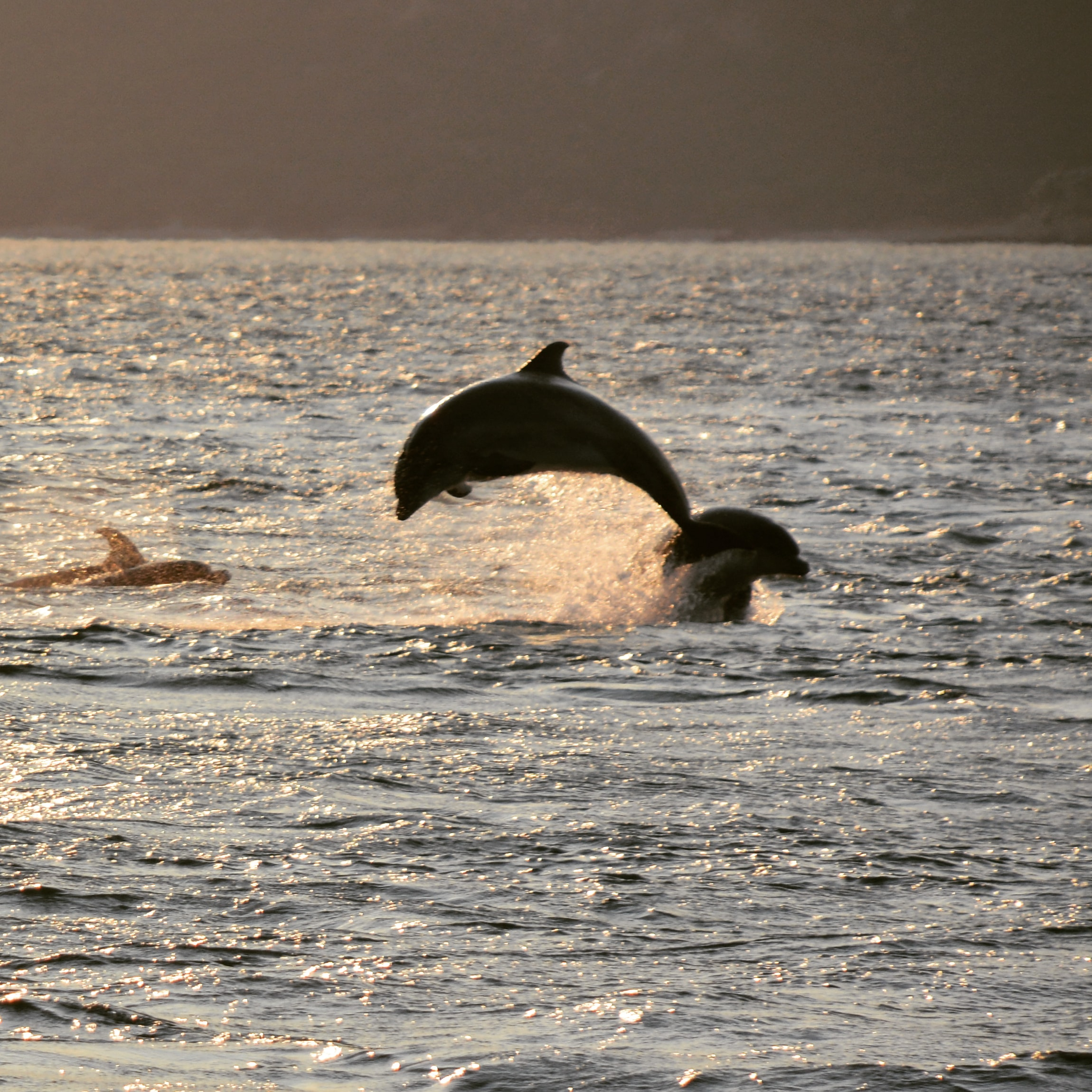
golfinhos na baia de setúbal

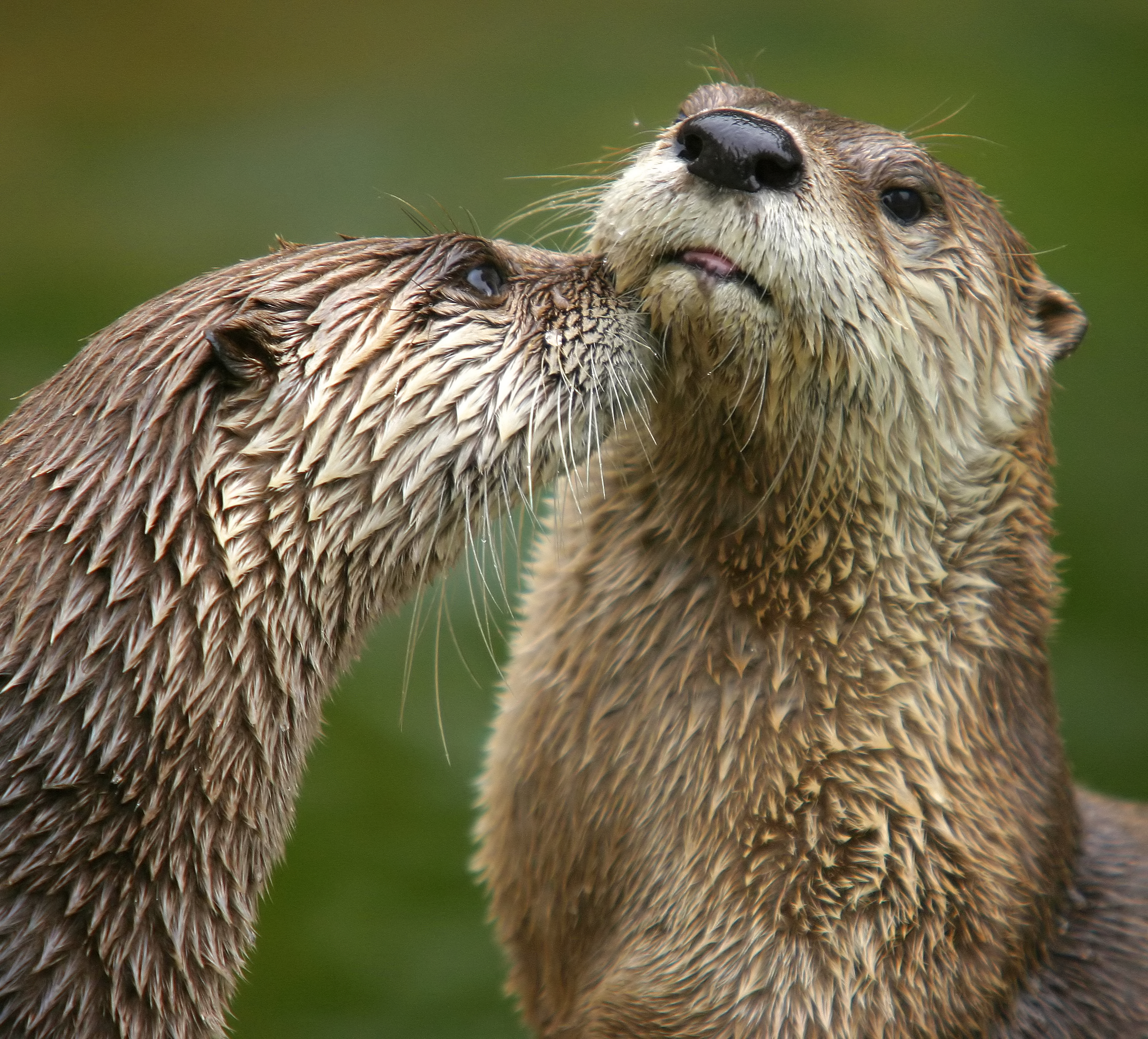
lutracanadensis fullres

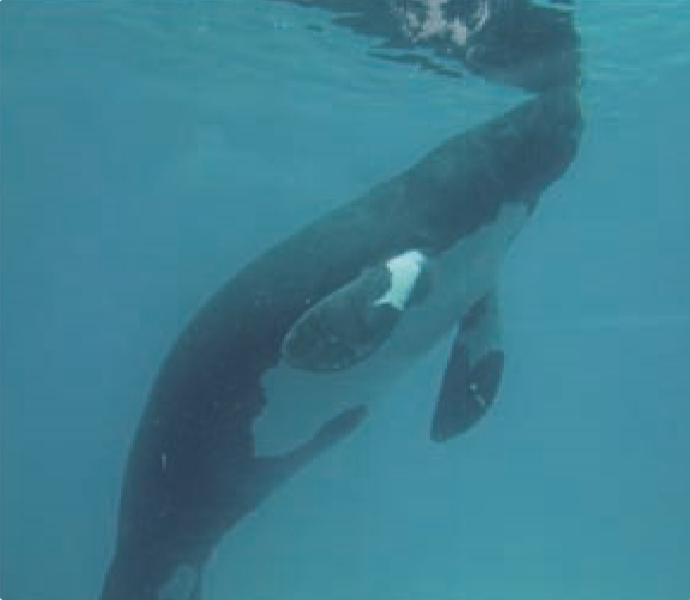
trichechus inunguis (peixe-boi amazônico) por fábia luna icmbiocma

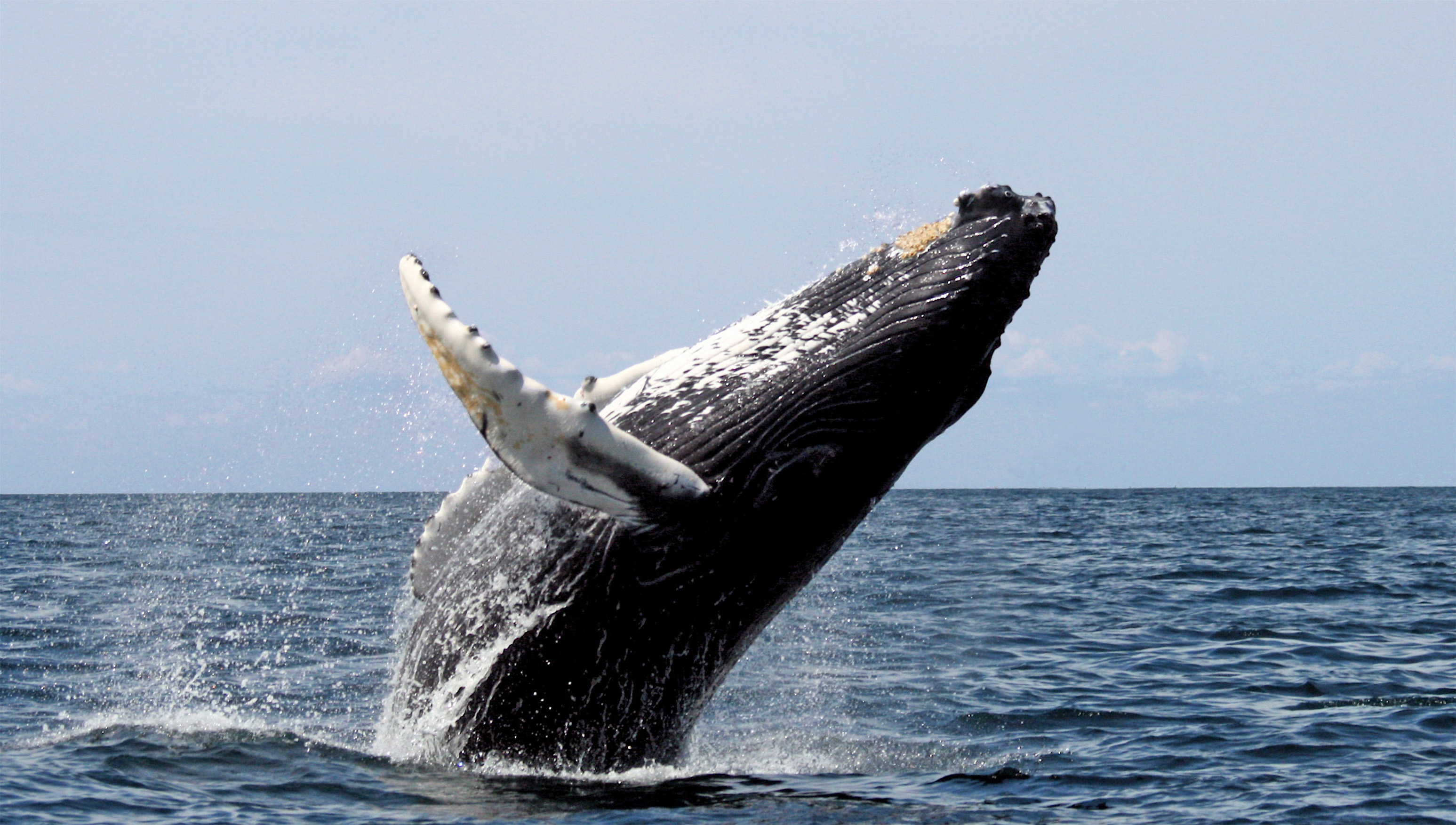
humpback stellwagen edit

A conservação de mamíferos aquáticos vem sendo uma temática cada vez mais apontada como de grande importância por diversas razões, e nos últimos anos têm-se observado grandes declínios populacionais dentre esses grupos. Além de seu valor intrínseco enquanto seres vivos, os mamíferos aquáticos também desempenham papéis fundamentais nas dinâmicas ecológicas, como transporte de nutrientes nos sistemas, controle de diversidade em cadeias alimentares, entre muitos outros, sem contar que através do estudo de alguns deles, se é possível saber um pouco sobre a saúde dos oceanos pelo nível de substâncias tóxicas encontradas nesses organismos.

## Mamíferos Aquáticos
Mamíferos são caracterizados pela presença de glândulas mamárias. Ao longo do processo evolutivo, algumas espécies desenvolveram características adaptadas para a sobrevivência no ambiente aquático como mares e rios. Eles podem ser totalmente dependentes desses ambientes, ou podem utilizá-los para atividades específicas como a obtenção de alimento,por exemplo. De toda forma, mesmo sendo chamados de mamíferos aquáticos, são animais que precisam emergir até a superfície para respirar.
As espécies totalmente aquáticas desenvolveram um corpo com formato hidrodinâmico, adaptado à locomoção na água. Os membros anteriores foram transformados em nadadeiras e os posteriores regrediram. Além disso, o pênis dos machos e as glândulas mamárias das fêmeas encontram-se alojados internamente no corpo, evitando que partes protuberantes causem atrito com a água e atrapalhem seu movimento.
O sistema respiratório apresenta alterações que melhoram a eficiência da ventilação durante o intervalo na superfície e na fase de mergulho em apneia; mecanismos estes que evitam a formação de bolhas. Seus pulmões são pequenos em comparação ao volume das vias aéreas e suas traqueias são grandes e reforçadas.
Com relação ao sistema circulatório, durante a imersão ocorre a desaceleração dos batimentos cardíacos, o desvio de sangue das extremidades para o coração, pulmões e cérebro além de uma maior habilidade em carregar, estocar e utilizar O2.

## Importância ecológica
Os mamíferos aquáticos têm um papel ecológico fundamental na preservação do ecossistema no qual estão inseridos, seja contribuindo em pequena ou grande escala no nível trófico que ocupa, pela interação com outras espécies ou mesmo, beneficiando atividades humanas de forma não intencional.

### Armazenamento global de carbono
Um bom exemplo é o que ocorre quando as baleias morrem. Seus enormes corpos vão para o fundo e suas carcaças  armazenam uma quantidade considerável de carbono no mar profundo. Além disso, fornecem abrigo e alimento para uma grande variedade de espécies que vivem apenas nessas carcaças. 

### Sustentabilidade do ecossistema marinho
As baleias reciclam nutrientes e aumentam a produtividade primária das regiões onde se alimentam. Elas se alimentam em locais de grande profundidade e liberam plumas fecais perto da superfície, o que favorece o crescimento do plâncton marinho, pois acabam fornecendo ferro e nitrogênio ao ecossistema. Como seu excremento é, em grande parte, líquido, os nutrientes tendem a permanecer em suspensão, contribuindo para processo de manutenção do primeiro nível da cadeia alimentar marinha.

### Contribuições à pesca comercial
Novas evidências indicam que a recuperação das baleias poderia levar à taxas mais altas de produtividade em locais onde elas se agregam para alimentar e dar à luz, contribuindo para pescarias mais robustas. Como elas se alimentam de  uma grande variedade de peixes e invertebrados, suas áreas de alimentação e parto são um grande indicativo da presença maciça de espécies interessantes para pesca comercial. Durante a migração, as baleias são capazes de movimentar nutrientes por milhares de quilômetros das áreas de alimentação (no polo sul) para as áreas de parto (nos trópicos), o que contribui para a manutenção e sustentabilidade da diversidade de peixes.

## Atividades antropogênicas e principais ameaças
Os ambientes aquáticos são largamente afetados por inúmeras atividades antrópicas como o turismo, o tráfego marítimo e fluvial, atividades de pesca, descarte de resíduos e rejeitos, a ocupação e exploração de ambientes costeiros, atividades do setor de petróleo e gás, entre muitas outras, que acarretam, principalmente, a descaracterização e degradação desses habitats, atingindo, direta e indiretamente, os grupos de mamíferos aquáticos, e que tem causado reduções drásticas em suas populações, além de já se ter muitas espécies desses grupos já classificadas sob algum grau de ameaça de extinção na Lista Vermelha de Espécies Ameaçadas da União Internacional para a Conservação da Natureza.
A pesca é tida como uma das principais ameaças a esses mamíferos, que, apesar de na maioria dos casos, não serem o alvo direto dessa atividade, acabam sofrendo pela maior competição por alimento, por emalhamento em redes de pesca, podendo levá-los ao afogamento, bem como, ferimentos de variados graus causados pelos apetrechos de pesca.
Já o tráfego das embarcações pelos ambientes aquáticos causam impactos de amplas proporções, tendo relacionadas a isso o turismo, pesca, atividades de petróleo e gás, transporte de cargas, entre outros. E essas embarcações podem afetar esses animais de diversas maneiras, como causando alterações nas atividades de forrageio, repouso e socialização, além do alto risco de abalroamento e significativo aumento da poluição sonora nesses ambientes, o que é um fator importante para alguns desses animais, tendo em vista que muitos fazem uso de vocalizações para comunicação, reprodução e orientação. 
Outro fator de extrema importância é a questão do descarte de resíduos e rejeitos, que é algo que impacta a vida em todas as esferas, e destrói o equilíbrio dos habitats. Em se tratando da fauna aquática, além dos resíduos químicos, os resíduos sólidos, em especial o plástico, tem provocado diversos impactos em todos os níveis tróficos. Além de ferimentos e enroscamentos, muitos animais vêm ingerindo variados materiais sintéticos, o que vem causando doenças, ferimentos e mortes entre esses animais, e de outros que se alimentam deles.
Não se pode esquecer também, da ostensiva ocupação das áreas costeiras, que traz uma série de implicações à vida marinha, provocando uma intensa descaracterização dos ambientes, e aumentando ainda mais a problemática do descarte de resíduos e rejeitos.

## Diversidade

### Mamíferos aquáticos (Cetacea,Sirenia,Pinípedese algunsMustelídeos)
A diversidade de mamíferos aquáticos é bem abrangente, indo desde animais estritamente aquáticos a animais que se utilizam desse ambiente para apenas reprodução e alimentação.
Primeiramente é preciso entender que quando nos referimos a mamíferos aquáticos, as definições acabam sendo bem amplas, variadas e sem consenso definido. Algumas linhas de pesquisa incluem animais que podem caçar, se reproduzir ou mesmo passam uma parte do dia, na água. Sendo assim ursos polares, hipopótamos ou até elefantes estariam inclusos. No caso sendo apresentado, no entanto, foram considerados grupos estritamente aquáticos e grupos semiaquáticos de maior consenso dentre as definições encontradas.
- Mamíferos exclusivamente aquáticos temos os sirênios, que são animais herbívoros representados pelos peixes-boi e os manatis, e também os da ordem dos cetáceos, que são divididos em dois grupos: os misticetos e odontocetos.

-Odontocetos são aqueles que possuem dentes, geralmente iguais (homodontia) como golfinhos, botos, orcas ou cachalotes. 

-Já os misticetos apresentam barbatanas no lugar dos dentes, como um tipo de pente, para a filtragem de alimento. Representam este grupo as chamadas baleias ‘verdadeiras’ como a jubarte, a branca e a azul.
- Os mamíferos semi-aquáticos são representados pelos mustelídeos que são carnívoros, como as lontras, e pelos pinípedes, que mesmo possuindo adaptações ao ambiente aquático também utilizam o ambiente terrestre, como os leões-marinhos.

No Brasil há cerca de 54 espécies de mamíferos aquáticos, abrangendo representantes de cetáceos.; uma família de Sirenia, Trichechidae, representada pelos peixes-boi marinho e amazônico; e Carnívoros representados pela família Otoriidae.

### Algumas espécies de água doce
Ariranha (Pteronura brasiliensis) -
Animal social que vive em grupos que pode variar de dois até dezesseis indivíduos. Tem hábitos semi aquáticos e vive, preferencialmente, em ambientes como igarapés, pois fornecem uma enorme abundância de peixes, sua principal fonte de alimento. Típico da América do Sul, é encontrada na maioria dos países, inclusive no Brasil, até a região dos Andes. Atualmente, ameaçada de extinção, está classificada como uma espécie "Vulnerável".
Tucuxi (Sotalia fluviatilis) -
É um pequeno golfinho que vive somente em ambientes fluviais, apesar de manter características morfológicas dos seus ancestrais marinhos como a fusão das vértebras cervicais e permitem um nado de maior velocidade. vivem em grupos de no máximo seis indivíduos. Essa espécie tem nas redes de pesca e na construção de hidrelétricas suas principais ameaças. Atualmente, é classificado como espécie "Quase Ameaçada", ao menos n o Brasil, uma vez que não há dados suficientes para classificar o status de conservação. 
Peixe-Boi da Amazônia (Trichechus inunguis) -
Exclusivo da Amazônia, é a menor espécie de peixe-boi do mundo. As principais causas de ameaça à sua conservação é a degradação das margens dos rios, em virtude dos desmatamentos, além das construções de hidrelétricas. Por ser herbívoro, contribui para a renovação dos nutrientes dos rios que habita, além de contribuir para o controle de plantas aquáticas(lista IUCN).
Boto-Vermelho (Inia geoffrensis) -
É o famoso boto cor-de-rosa. Um golfinho que vive exclusivamente nos rios da Amazônia e da bacia do Orinoco. É o mamífero aquático da região mais ameaçado e está classificado na categoria "Em Perigo". Capturado acidentalmente por redes de pesca ou usado como isca na pesca de alguns peixes como a piracatinga, a espécie tem sofrido declínios em sua população.
Lontra Neotropical (Lontra longicaudis) -
É um mustelídeo amplamente encontrado na América do Sul. Havendo disponibilidade de água doce, podemos encontrar as lontras em diversos biomas. Apesar de ser muito dependente do ambiente aquático, a reprodução e o cuidado parental são atividades exercidas no ambiente terrestre. Tem sido observada uma significativa redução de suas populações nos últimos anos, colocando a espécie na categoria de “Quase Ameaçada”.

### Algumas espécies marinhas que podem ser avistadas no Brasil[13][14][4]
Baleia-azul (Balaenoptera musculus) -
É o maior mamífero dos nossos tempos e pode chegar a trinta metros de comprimento, pesando até 180 toneladas. Devido à caça, quase foi levada à extinção. A degradação ambiental e a pesca intensiva do krill, seu principal alimento, têm contribuído para a redução das populações desse cetáceo.

Toninha (Pontoporia blainvillei)  -
Trata-se de um pequeno mamífero e o mais ameaçado da América do Sul, sendo encontrado no litoral sul e sudeste do Brasil (desde o Espírito Santo), Uruguai e Argentina. Seu habitat preferencial inclui regiões estuarinas e costeiras. No Brasil encontra-se “Criticamente em perigo” e mundial está como “Vulnerável”.

Cachalote (Physeter macrocephalus) -
A cachalote é o maior odontoceti vivente, podendo atingir até 12m de comprimento. Está distribuída por todos os continentes ao redor do mundo e em todo litoral brasileiro desde o Amapá até o Rio Grande do Sul. No Brasil e mundialmente está classificada como “Vulnerável”.

Boto-Cinza (Sotalia guianensis) -
Bem parecida com o Tucuxi esse boto pode ser encontrado desde Honduras até o sul do Brasil, e está classificado como “Vulnerável” nacionalmente e “Quase Ameaçado” mundialmente.

Orca (Orcinus orca) -
Também conhecida como baleia assassina, esse odontoceti está distribuído por todo o globo, inclusive no litoral brasileiro. Mundialmente não há dados suficientes para classificar o quão ameaçada a espécie se encontra.

Baleia-franca-austral (Eubalaena australis) -
A baleia-franca pode ser encontrada através do hemisfério sul do globo, incluindo Brasil (da Bahia ao RS), sul da Austrália, Nova Zelândia, Argentina, Uruguai, e África do Sul. Podendo se reproduzir nas águas próximas ao Chile e Peru. No Brasil está classificada como “Em Risco” de extinção; já mundialmente é dada  como “não preocupante”.

Golfinho-rotador (Stenella longirostris) -
Comumente encontrado na região dos trópicos desde os Estados Unidos e Hong Kong, ao sul do Brasil e norte da Austrália como em boa parte do continente africano. Está classificada mundialmente como “pouco preocupante”.

Leão-marinho-do-sul (Otaria flavescens) -
Encontrado na América do Sul, desde o Equador, Colômbia, Chile, Peru, Argentina, Brasil  até o Uruguai e está classificado como “pouco preocupante” globalmente.

Baleia-Sei (Balaenoptera borealis) -
Pode ser encontrada em todos os oceanos e até no Mar Marditerrâneo. Presente nas regiões tropicais sazonalmente para reprodução, aparece também por toda costa brasileira. Tanto globalmente quanto no Brasil está classificada como “Em Perigo” de extinção.

Peixe-boi-marinho (Trichechus manatus) -
É encontrado na costa leste do México, América Central, norte da América do sul até o nordeste do Brasil,devido a projetos de pesquisas sua população cresceu recentemente, mas continua classificado como “Em Perigo” no Brasil e “Vulnerável” mundialmente.

Baleia-Fin (Balaenoptera physalus) -
Ocorrem principalmente em águas, profundas, frias e temperadas, aparecendo em regiões polares e subtropicais, também de migração sazonal, aparece por toda extensão das costas brasileiras no inverno para reprodução. Está classificada como “Em Perigo” de extinção no Brasil, e “Vulnerável” mundialmente.

## Projetos em prol da conservação
•	ICMbio- O Instituto Chico Mendes de Conservação da Biodiversidade: faz a gestão de inúmeros projetos, além de fiscalizar e proteger Unidades de Conservação criadas pelo Governo Federal..

•	GEMARS- Grupo de Estudos de Mamíferos Aquáticos do Rio Grande do Sul: É uma ONG focada em pesquisas e projetos voltados à educação ambiental pela preservação dos mamíferos aquáticos.

•	FMA- Fundação Mamíferos Aquáticos: Uma ONG voltada para a preservação dos habitats dos mamíferos aquáticos, fazendo o manejo de espécies e conduzindo pesquisas que analisam o impacto das ações antropogênicas nos recursos marinhos.

•	Instituto Mamíferos Aquáticos: tem como proposta diminuir os danos causados pelos homens ao ambiente aquático, trabalhando com o tratamento de mamíferos aquáticos, realizando pesquisas e trabalhos na educação ambiental.

•	AMPA- Associação Amigos do Peixe-Boi com o projeto Mamíferos Aquáticos da Amazônia (PMAA): Protege mamíferos aquáticos da Amazônia e os ecossistemas que eles habitam, além de fazer estudos sobre a ecologia desses animais e sua interação com a comunidade humana que retira seu sustento dos rios.

•	Projeto Golfinho Rotador: Criado com o intuito de preservar os golfinhos do arquipélago de Fernando de Noronha. É um projeto coordenado pelo ICMBio e patrocinado  pelo Programa Petrobras Socioambiental.

•	Projeto Baleia Franca: O projeto faz pesquisa e monitoramento desta espécie, além de desenvolver ações de educação ambiental e conscientização do público com relação à importância da preservação da Baleia Franca.

•	Projeto Baleia Jubarte: foi fundado para  proteger essa espécie de cetáceo na região de Abrolhos, principal berçário da espécie. Também desenvolve atividades com as comunidades da região.

•	Projeto Viva o Peixe-Boi Marinho: realizado pela Fundação Mamíferos Aquáticos trabalha com conservação e pesquisa a fim de prevenir a extinção do peixe-boi marinho, especialmente, no Nordeste do Brasil.

•	Projeto Pinípedes do Sul: Trabalha para a preservação dos leões e lobos-marinhos no litoral sul do Brasil. Tem o intuito de reduzir todas as ações que ameaçam a conservação dos pinípedes e das tartarugas marinhas.

## Linhas de Pesquisa

### Bioacústica
O Laboratório de Biologia e Conservação de Mamíferos Aquáticos realiza estudos sobre a bioacústica dos cetáceos e a interferência da poluição sonora produzida pelas embarcações no ambiente aquático. Como o som se propaga mais facilmente na água, a audição é o principal sentido utilizado por esse tipo de mamífero, motivo pelo qual a pesquisa fez-se necessária.

### Cruzeiros Oceanográficos
O propósito desses cruzeiro é identificar indivíduos de algumas espécies de cetáceos por meio de fotoidentificação. Uma das principais marcas para diferenciar os animais é a nadadeira dorsal, exposta quando eles emergem para respirar.

### Monitoramento dos Eventos de Encalhes
Esses encalhes podem ocorrer por causas naturais ou por ação antropogênica. Os animais são levados ou se dirigem até a costa e não conseguem retornar ao mar. Acabam morrendo, ou quando são encontrados vivos, uma tentativa de resgate pode ser realizada a fim de levá-los de volta ao oceano.

### Monitoramento de Capturas Acidentais em Operações de Pesca
Atraídos pelos cardumes aprisionados em redes de pesca, muitos cetáceos acabam sendo capturados acidentalmente. Ficando enroscados, não conseguem emergir para respirar e morrem por afogamento. O monitoramento visa medir e registrar esses casos para que seja realizada uma atuação conjunta com os pescadores, o que inclui ideias sobre como proceder o manejo desses animais, mitigar as capturas não intencionais.

### Foto Identificação
As imagens permitem manter um registro dos indivíduos de uma determinada população de mamíferos aquáticos e fazer o acompanhamento desse animal ao longo do tempo. Assim, é possível compreender a distribuição da espécie, conhecer as áreas que ela ocupa e sua relação com o habitat.